# 티가든 b
티가든 b는 양자리에 위치한 외계 행성이다. 2019년에 새로이 발견된 행성이다.

## 설명
티가든 별 b(또는 티가든 b)는 태양계에서 12.5광년 떨어진 M형 주계열성인 티가든의 별을 생명체 거주가능 영역 내에서 궤도를 도는 외계 행성이다. 외계 행성 중에서 지구 유사도 지수(ESI)도 가장 높았지만 2024년 2월에 새로운 연구가 행성의 매개변수를 업데이트하여 ESI를 0.90으로 줄였고 더 이상 ESI가 가장 높은 행성이 아니게 된다. 티가든의 별 c와 함께 잠재적으로 거주 가능한 외계 행성 중에선 가장 가까운 행성 중에 하나로 알려져 있다. 티가든 b는 주성의 생명체 거주가능 영역 내에서 공전하고 있으며 이는 대기 구성이 표면에 안정적인 액체 상태의 물을 제공할 수 있고 이는 생명체의 발달을 가능하게 할 수도 있음을 의미한다. 2019년 7월에 마티아스 제크마이스터가 이끄는 150명 이상의 과학자 팀은 티가든 별 주위를 도는 두 개의 후보 외계 행성의 존재를 뒷받침하는 CARMENES 조사의 일환으로 천문학 및 천체물리학 분야에서 동료 검토 논문을 발표했다. 티가든 별의 정렬 상태와 희미함 때문에 가능한 외계 행성을 탐지하기 위해 도플러 분광법(반지름 속도 방법이라고도 함)이 필요했다. 이 방법은 외계 행성이 호스트 별의 반지름 속도, 즉 별이 지구를 향해 이동하거나 멀어지는 속도에 미치는 영향을 관찰하여 간접적으로 외계 행성을 탐지한다. 이러한 방사 속도 이상 현상은 충분한 전력을 가진 분광기가 장착된 망원경으로 관측할 수 있는 도플러 이동을 생성한다. 이를 위해 연구팀은 스페인에 있는 칼라알토 천문대의 3.5미터 망원경에 장착된 카르메네스 장비를 사용했다. 3년간의 관측 끝에 두 개의 주기적인 방사 속도 신호가 나타났다. 하나는 4.91일(티가든 b)에, 다른 하나는 11.41일(티가든 c)에 나타났다. 티가든 b는 티가든의 별을 공전하는 가장 안쪽으로 알려진 행성으로 공전 주기가 4.91일에 불과하다. 행성의 최소 질량은 지구 질량의 1.05배이다. 이값은 행성의 궤도가 지구의 관점에서 기울어져 있지 않다면 실제 질량이 된다. 이때문에 티가든 b는 암석 행성일 가능성이 높다. 천문학자들은 티가든 b가 액체 상태의 물을 가질 확률은 60%이지만 대기를 가질 확률은 3%에 불과하다고 추정한다. 티가든의 별은 태양 질량의 약 9%에 해당하는 질량을 가진 저질량 적색 왜성으로 온도는 약 2900 켈빈(2,623 °C 또는 4,760F)이다. 티가든 별의 온도와 광도가 매우 낮기 때문에 겉보기 등급이 15.1(절대 등급 17.22)에 불과하기 때문에 2003년에야 발견되었다. 대부분의 적색왜성과 갈색왜성처럼 대부분의 에너지를 적외선 스펙트럼에서 방출힌다. 모항성의 나이는 태양보다 나이가 더 오래되었으며 모항성의 나이는 최소 80억년일 것으로 추측된다.

## 같이 보기
- 티가든의 별
- 지구형 행성
- 외계 행성